# Notoplax richeri
Notoplax richeri är en blötdjursart som beskrevs av Kaas 1990. Notoplax richeri ingår i släktet Notoplax och familjen Acanthochitonidae. Inga underarter finns listade i Catalogue of Life.